# Линия Истерн-Паркуэй, Ай-ар-ти
IRT Eastern Parkway Line — линия дивизиона IRT метрополитена Нью-Йорка.
Проходит по району Бруклин. Обслуживается маршрутами: 2 (круглосуточно), 3 (круглосуточно, кроме ночи), 4 (круглосуточно) и 5 (в будни днём).
От станции Hoyt Street до станции Utica Avenue линия полностью подземная. 
К западу от станции Franklin Street линия четырёхпутная, средние пути используются маршрутом 4. От Franklin Street до Utica Avenue линия двухъярусная, северные пути обоих ярусов использует маршрут 4, южные — маршрут 3.

## Список станций
Проходящие по линии маршруты в зависимости от дня недели и времени суток
| Атлантик-авеню — Барклайс-центр — Франклин-авеню — Медгар-Эверс-колледж | День  | Вечер + выходные | Ночь  |
| ----------------------------------------------------------------------- | ----- | ---------------- | ----- |
| Экспресс-пути                                                           | 4 · 5 | 4                | —     |
| Локальные пути                                                          | 2 · 3 | 2 · 3            | 2 · 4 |

| Ностранд-авеню — Краун-Хайтс — Ютика-авеню | Часы пик | День (кроме часов пик) + вечер + выходные | Ночь |
| ------------------------------------------ | -------- | ----------------------------------------- | ---- |
| Экспресс-пути                              | 4 · 5    | 4                                         | —    |
| Локальные пути                             | 2 · 3    | 3                                         | 4    |
| — в пиковом направлении, часть рейсов      |          |                                           |      |

Станции на линии
| Условные обозначения |
| для дней и часов работы маршрутов (более точно указано во всплывающих подсказках при этих обозначениях): |
| --- |
| круглосуточно круглосуточно, кроме ночи круглосуточно, кроме будней днём (либо часов пик) в пиковом направлении в будни днём (и, возможно, вечером) в будни круглосуточно в часы пик в будни днём (либо в часы пик) в пиковом направлении в будни днём (либо в часы пик) в направлении, обратном пиковому в выходные ночью ночью и в выходные (и, возможно, вечером) нет движения поездов |

| 4 — круглосуточно · 4 — круглосуточно · 5 — круглосуточно, кроме ночи · 5 — круглосуточно, кроме ночи |
| \| \| \| \| \| \|                                                                                     |
| |
| |
| |

|  |
|  |
|  |

| 2 — круглосуточно · 2 — круглосуточно · 3 — круглосуточно, кроме ночи · 3 — круглосуточно, кроме ночи                                                                 | Боро-холл  |
| N — ночью · N — ночью · R — круглосуточно · R — круглосуточно · W — часть рейсов в часы пик в пиковом направлении · W — часть рейсов в часы пик в пиковом направлении | Корт-стрит |

|  |  | |
|  |  | 2 — круглосуточно · 2 — круглосуточно · 3 — круглосуточно, кроме ночи · 3 — круглосуточно, кроме ночи |
|  |  | |

| B — в будни днём и вечером до 23:00 · B — в будни днём и вечером до 23:00 · Q — круглосуточно · Q — круглосуточно | Атлантик-авеню — Барклайс-центр |
| D — круглосуточно · D — круглосуточно · N — круглосуточно · N — круглосуточно · R — круглосуточно · R — круглосуточно · W — часть рейсов в часы пик в пиковом направлении · W — часть рейсов в часы пик в пиковом направлении | Атлантик-авеню — Барклайс-центр |
| вокзал Атлантик[англ.] |                                 |

| S (челнок Франклин-авеню) — круглосуточно · S (челнок Франклин-авеню) — круглосуточно | Ботанический сад |

|                                                                             |  |  |
| 2 — круглосуточно · 2 — круглосуточно · 5 — в будни днём · 5 — в будни днём |  |  |
|                                                                             |  |  |

| \| \| \| \| \| \| |
| 2 — часть рейсов в часы пик в пиковом направлении · 2 — часть рейсов в часы пик в пиковом направлении · 3 — круглосуточно, кроме ночи · 3 — круглосуточно, кроме ночи · 4 — ночью, а также часть рейсов в часы пик в пиковом направлении · 4 — ночью, а также часть рейсов в часы пик в пиковом направлении |
| |
| |
| |

|  |
|  |
|  |